# 三角 (臺灣)
三角，是臺灣嘉義縣大林鎮的一個傳統地域名稱，位於該鎮東北端。相較於今日行政區，其範圍大致為三角里不含西部及東南部。

## 歷史
台灣日治初期，三角地區為一（舊制）街庄，稱為「三角庄」，隸屬於打貓東頂堡。該庄北及東隔到孔山溪（今華興溪）與石龜溪庄、南勢庄、蔴園庄、崁腳庄為界，南邊為林頭庄，西邊為北勢庄。
1901年（日治明治三十四年）11月，全台設置二十廳，該庄隸屬於嘉義廳。1903年（明治三十六年）6月，該庄編入「大莆林區」，隸屬於嘉義廳。1909年（明治四十二年）10月，合併二十廳為十二廳，大莆林區仍隸屬於嘉義廳。1920年（大正九年），廢十二廳改設五州二廳，該庄改制為「三角」大字，隸屬於臺南州嘉義郡大林庄（新制街庄）。1943年10月1日，大林庄升格為大林街。
戰後大林街改制為大林鎮，隸屬於臺南縣，大字亦改制為里。1950年雲、嘉、南分治，大林鎮改隸屬於嘉義縣。

## 聚落
本地區發展較早的聚落為三角仔，在日治期初期的官方地圖上已有記載。此外，本地區尚有八股、下寮、下莊等聚落。

## 交通
鄉道嘉97線是三角至內林的道路。
鄉道嘉100線是湖仔至三角的道路。